# Michail Awksentjewitsch Lessetschko
Michail Awksentjewitsch Lessetschko (russisch Михаи́л Авксе́нтьевич Лесе́чко; * 3. Oktoberjul. / 16. Oktober 1909greg. in Aleksandrowsk, Gouvernement Jekaterinoslaw, Russisches Kaiserreich; † 21. Januar 1984 in Moskau) war ein sowjetischer Politiker der Kommunistischen Partei der Sowjetunion (KPdSU), der unter anderem von 1962 bis 1980 als Stellvertretender Vorsitzender des Ministerrates der UdSSR fungierte sowie zwischen 1962 und 1977 Vertreter der UdSSR im Rat für gegenseitige Wirtschaftshilfe (RGW) war.

## Leben
Michail Awksentjewitsch Lessetschko absolvierte ein Studium am Moskauer Staatlichen Luftfahrtinstitut und war nach dessen Abschluss von 1934 und 1942 als Werkstattleiter, stellvertretender Chefingenieur und Produktionsleiter in Flugzeugfabriken tätig. Er wurde während dieser Zeit 1940 Mitglied der Kommunistischen Allunions-Partei (Bolschewiki) (WKP(B)) und fand zwischen 1942 und 1946 Verwendung im Volkskommissariat der Luftfahrtindustrie (NKAP) sowie von 1946 bis 1948 im Technischen Rat für Mechanisierung beim Ministerrat. Im Anschluss fungierte er zwischen 1948 und 1954 als Direktor der Moskauer Fabrik für Rechen- und Analysemaschinen und wurde durch Beschluss des Ministerrats der UdSSR Nr. 4663-1829 am 17. Dezember 1948 Leiter des Sonderkonstruktionsbüros Nr. 245 des Ministeriums für Maschinenbau und Instrumentenbau und bekleidete diese Funktion bis 1954. Daneben wurde er durch Beschluss des Ministerrats Nr. 1358 am 6. April 1949 zugleich auch Direktor des Forschungsinstituts für Rechen-, Analyse- und Mathematische Maschinen der Hauptdirektion Drucktechnik. 1954 erhielt er den Stalinpreis, die höchste zivile Auszeichnung der Sowjetunion. Nachdem er von 1954 bis Januar 1956 Erster stellvertretender Minister für Maschinen- und Instrumentenbau war, übernahm er am 21. Januar 1956 den neu geschaffenen Posten als Minister für Instrumentenbau und Automatisierung der UdSSR und bekleidete das Amt bis zur Auflösung dieses Ministeriums am 10. Mai 1957.
Im Mai 1957 wurde Lessetschko im Range eines Ministers stellvertretender Vorsitzender des Staatlichen Planungskomitees des Ministerrats der Ukrainischen Sozialistischen Sowjetrepublik und hatte dieses Amt bis 1958 inne. Im Anschluss fungierte er von Mai 1958 bis April 1960 ebenfalls im Range eines Ministers als Erster stellvertretender Vorsitzender des Staatlichen Planungskomitees des Ministerrats der UdSSR und danach im Range eines Ministers zwischen April 1960 und November 1962 als Vorsitzender der Kommission für Außenwirtschaftsangelegenheiten beim Präsidium des Ministerrats. Auf dem XXII. Parteitag der KPdSU wurde er am 31. Oktober 1961 zum Mitglied des Zentralkomitees (ZK) der Kommunistischen Partei der Sowjetunion (KPdSU) gewählt und gehörte diesem Führungsgremium nach seinen Wiederwahlen auf den darauf folgenden Parteitagen der KPdSU bis zum XXVI. Parteitag am 23. Februar 1981 an.
Im November 1962 wurde Michail Lessetschko Stellvertretender Vorsitzender des Ministerrates der UdSSR und bekleidete dieses Amt bis zum 24. Oktober 1980. Im November 1962 wurde er ferner Vertreter der UdSSR im Rat für gegenseitige Wirtschaftshilfe (RGW) und hatte dieses Amt bis 1977 inne, woraufhin Konstantin Fjodorowitsch Katuschew ihn ablöste. Er war außerdem von der sechsten Legislaturperiode 1962 bis zu seinem Tode 1984 Deputierter des Obersten Sowjets der UdSSR. Im Oktober 1980 trat er in den Ruhestand.
Neben dem Stalinpreis erhielt Lessetschko unter anderem vier Mal den Leninorden, den Orden des Roten Banners der Arbeit sowie den Orden des Roten Sterns.